# Szakállas bagoly
A szakállas bagoly (Strix nebulosa) a madarak (Aves) osztályának bagolyalakúak (Strigiformes) rendjébe, ezen belül a bagolyfélék (Strigidae) családjába tartozó faj.

## Előfordulása
A szakállas bagoly Észak-Európában és Észak-Ázsiában, nyugaton Svédország északi részétől Északkelet-Szibériáig, valamint Észak-Amerikában fordul elő. A populáció nagysága évről évre a vízipocok-állománytól függően ingadozik. Az erdőirtások komolyan veszélyeztetik a szakállas bagolyt.

## Alfajai
- Strix nebulosa nebulosa - Észak-Amerika
- Strix nebulosa lapponica - Eurázsia
- Strix nebulosa elisabethae - Mongólia északi része

## Megjelenése
Testhossza 65–70 centiméter, szárnyfesztávolsága 134–158 centiméter, testtömege pedig 850–1200 gramm. A tollazata színe többnyire világosszürke, csak a hát sötétszürke, fekete-fehér mintázattal. Lefelé egyre világosabb, széles sötét csíkokkal. Az evezőtollai nagyok. Lassú, hosszan kivezetett szárnycsapásokkal repül. Nagy fején jellegzetes, sötétszürke koncentrikus körökből álló rajzolat látható. Szemöldöke széles, fehér, álla pedig fekete. Kicsiny sárga szeme ördögi arckifejezést kölcsönöz a bagolynak. Csőre nem feltűnő, hajlott, és rendkívül éles, hogy meg tudja ragadni zsákmányát. Lábain éles, hajlott karmok vannak, melyekkel áldozatát könnyen elkapja.
|  |

## Életmódja
A szakállas bagoly télen magányosan él, tavasszal és nyáron családot alkot, de időnként nagyobb, laza csoportban is élhet. Tápláléka kisemlősök, főleg vízipockok, valamint ritkán madarak is. A vadonban általában 12, míg fogságban, megfelelő körülmények között tartva akár 30-40 évig is élnek.

## Szaporodása
Az ivarérettséget kétéves korban éri el. A költési időszak április–június között van. Évente egyszer költ. Kivételesen szűkös években azonban az is előfordulhat, hogy egyáltalán nem költ. A szakállas bagoly pár nem épít saját fészket, hanem más madarak, például héja vagy egerészölyv elhagyott fészkeit foglalják el. A fészekaljban 3-6 kerek, fehér tojás található, ezeken 28-30 napig kotlik a tojó. A legfiatalabb és a legidősebb fióka között két hét korkülönbség is lehet. Egyéb táplálék hiányában, a nagyobb fiókák felfalhatják a kisebbeket. A fiatal madarak 20-30 nap múlva repülnek ki.
|  |

## Rokon fajok
A szakállas bagoly legközelebbi rokona, az uráli bagoly (Strix uralensis).